# تپه روشندل اسکل ۳
تپه روشندل اسکل ۳ مربوط به سده‌های میانه دوران‌های تاریخی پس از اسلام است و در شهرستان زابل، بخش مرکزی، دهستان بنجار، ۱۳۵۰ متری جنوب روستای روشندل اسکل واقع شده و این اثر در تاریخ ۲۷ اسفند ۱۳۸۶ با شمارهٔ ثبت ۲۲۶۴۲ به‌عنوان یکی از آثار ملی ایران به ثبت رسیده است.